# Gewinnerzielungsabsicht
Gewinnerzielungsabsicht ist das Ziel, mit einem Unternehmen Gewinn zu erwirtschaften. Der Begriff findet im Privat- und im Steuerrecht Verwendung. Er hat Bedeutung für die Kaufmannseigenschaft im deutschen Handelsrecht, den Gewerbebegriff und für die Besteuerung von Einkünften.
Beweisanzeichen für das Vorliegen einer Gewinnerzielungsabsicht ist eine Betriebsführung, bei der der Betrieb nach seiner Wesensart und der Art seiner Bewirtschaftung dazu geeignet und bestimmt ist, auf Dauer Gewinn zu erzielen. Dies erfordert eine in die Zukunft gerichtete langfristige Beurteilung, wofür die Verhältnisse eines bereits abgelaufenen Zeitraums wichtige Anhaltspunkte bieten können.

## Privatrecht
Im Privatrecht ist die Gewinnerzielungsabsicht eines der Tatbestandsmerkmale für das Vorliegen eines Gewerbes. Demnach ist Gewerbe jede selbständige, nach außen erkennbare Tätigkeit, die planmäßig, für eine gewisse Dauer und zum Zwecke der Gewinnerzielung ausgeübt wird und kein freier Beruf ist.
Zivilrechtlich bedeutet das Tatbestandsmerkmal zum Zwecke der Gewinnerzielung die Absicht, Einnahmen zu erzielen, die über die reine Kostendeckung hinausgehen. Hierbei ist es jedoch nicht von Bedeutung, ob schließlich ein Gewinn erzielt worden ist. Der Begriff „Absicht“ stellt klar, dass es keine Rolle spielt, ob dieses Ziel auch tatsächlich erreicht wird. Auch temporäre Verluste ändern hieran nichts.
Zivilrechtlich ist das Tatbestandsmerkmal der Gewinnerzielungsabsicht jedoch umstritten. In der neueren Literatur wird daher das Merkmal der Gewinnerzielung in Frage gestellt und von der nunmehr herrschenden Meinung mit der Begründung verneint, diese sei als reines Internum anzusehen. Das juristische Repetitorium Alpmann Schmidt vertritt die Auffassung, dass eine Gewinnerzielungsabsicht für den Begriff des Gewerbes nicht vonnöten ist. Hier wird vielmehr die abweichende Meinung vertreten, dass lediglich geprüft werden solle, ob eine anbietende und entgeltliche Tätigkeit am Markt vorliegt. So stellen etwa Karsten Schmidt und Claus-Wilhelm Canaris den Aspekt der anbietenden Tätigkeit am Markte in den Vordergrund. Dem Unternehmen stehe es frei, ob es Gewinn erzielen will oder nicht. Dies könne jedoch nicht zur Befreiung vom Sonderrecht der Kaufleute führen. Der Bundesgerichtshof näherte sich dem in neueren Entscheidungen zum Verbraucherkreditgesetz und zur Unternehmereigenschaft nach § 14 BGB an.

## Steuerrecht
Die Gewinnerzielungsabsicht ist eines der Tatbestandsmerkmale für das Vorliegen von Gewinneinkünften im Steuerrecht. Bei der Gewinnerzielungsabsicht handelt es sich um eine innere Tatsache, die aus objektiven Umständen und Verhältnissen ermittelt werden muss. Der Große Senat des Bundesfinanzhofs vertritt die Ansicht, dass die Gewinnerzielungsabsicht das Streben nach Betriebsvermögensmehrung darstellt. Damit hat der Bundesfinanzhof auch bekräftigt, dass bei der Gewinnerzielungsabsicht der periodenbezogene Gewinnbegriff des § 4 Abs. 1 EStG gilt.
Bei der Feststellung, ob eine Gewinnerzielungsabsicht vorliegt, ist auf den vom Steuerpflichtigen erzielten Totalgewinn (Gesamtergebnis des Betriebs von der Gründung bis zur Beendigung) und nicht auf einzelne Periodenergebnisse abzustellen. Hierbei sind Veräußerungsgewinne nur zu berücksichtigen, soweit sie steuerpflichtig sind. Die Gewinnerzielungsabsicht kann nach dem eindeutigen Gesetzeswortlaut Nebenzweck der Tätigkeit sein. Auch ist unerheblich, ob im Einzelfall tatsächlich Gewinne erzielt werden. Jedoch liegen Einkünfte aus Gewerbebetrieb dann nicht vor, wenn der Steuerpflichtige mit seinen Einnahmen lediglich die Selbstkosten zu decken versucht.

### Gewinnerzielungsabsicht beim Vorliegen von Verlusten
Temporär auftretende Verluste ändern nichts an der generell vorhandenen Gewinnerzielungsabsicht.
Bei längeren Verlustperioden muss für das Fehlen einer Gewinnerzielungsabsicht aus weiteren Beweisanzeichen die Feststellung möglich sein, dass der Steuerpflichtige die Tätigkeit nur aus den im Bereich seiner Lebensführung liegenden persönlichen Gründen und Neigungen ausübt.
Fehlende Reaktionen auf bereits eingetretene hohe Verluste und das unveränderte Beibehalten eines verlustbringenden Geschäftskonzepts sind ein gewichtiges Beweisanzeichen für eine fehlende Gewinnerzielungsabsicht. Dagegen können Umstrukturierungsmaßnahmen als Reaktion auf ausgebliebene Gewinne ein gewichtiges Indiz für das Vorhandensein einer Gewinnerzielungsabsicht darstellen – auch wenn sie nicht zum Erfolg führen. Es genügt, wenn nach dem damaligen Erkenntnishorizont aus der Sicht eines wirtschaftlich vernünftig denkenden Betriebsinhabers eine hinreichende Wahrscheinlichkeit dafür bestand, dass sie innerhalb eines überschaubaren Zeitraums zum Erreichen der Gewinnzone führen würden.

### Liebhaberei
Eine Gewinnerzielungsabsicht liegt auch dann nicht vor, wenn die Tätigkeit ihren Ursprung tatsächlich nur in den persönlichen Neigungen des Steuerpflichtigen hat. Bei einer derartigen Liebhaberei wären dann aber auch erzielte Gewinne nicht steuerbar.